# Качково-Нове
Качково-Нове (пол. Kaczkowo Nowe) — село в Польщі, у гміні Брок Островського повіту Мазовецького воєводства.
Населення — 225 осіб (2011).
У 1975-1998 роках село належало до Остроленцького воєводства.

## Демографія
Демографічна структура станом на 31 березня 2011 року:
|          | Загалом | Допрацездатний вік | Працездатний вік | Постпрацездатний вік |
| -------- | ------- | ------------------ | ---------------- | -------------------- |
| Чоловіки | 118     | 24                 | 77               | 17                   |
| Жінки    | 107     | 25                 | 57               | 25                   |
| Разом    | 225     | 49                 | 134              | 42                   |